# James Edmund Harting
James Edmund Harting (Londra, 29 aprile 1841 – Weybridge, 16 gennaio 1928) è stato un ornitologo e naturalista inglese.

## Biografia
Harting era il figlio maggiore dell'avvocato cattolico James Vincent Harting e Alexine Milne Fotheringham. Fu educato alla Downside School (dal 1854 al 60) e all'Università di Londra e trascorse gran parte della sua giovinezza viaggiando nel continente, trascorrendo del tempo nei musei di Parigi e Leida . Superò tutti gli esami di avvocato tranne quello di diritto penale, ed esercitò la professione dal 1868 al 1878, dedicandosi poi alla storia naturale e alla scrittura.
Scrisse il suo primo articolo per The Field il 13 marzo 1869 e rimase nello staff per cinquant'anni, diventando direttore del dipartimento naturalista nel 1871 e successivamente divenne direttore del dipartimento di tiro. Nel 1920 contribuì con 2.326 articoli e 124 avvisi di necrologi, oltre alla rubrica "Answers to Correspondents" scrivendo di storia naturale, falconeria, pesca e altri argomenti..

## Storia Naturale
Harting ha curato The Zoologist dal 1877 al 1896 ed era considerato un'autorità sugli uccelli britannici. È stato assistente segretario e bibliotecario della Linnean Society. Era inoltre membro ella stessa società; membro a vita della Società Zoologica di Londra; membro della British Ornithologists' Union e membro corrispondente dell'American ornithologists' Union.
Nel 1871 fu invitato a unirsi al Principe di Galles (Re Edoardo VII) in India, ma rifiutò poiché gli richiedeva di stare lontano dal lavoro per molto tempo.

## Falconeria
Verso la fine degli anni 1870 Harting fondò il New Hawking Club per consentire ai londinesi di osservare la falconeria; l'Old Hawking Club si trovava nella pianura di Salisbury, che era troppo lontana per la maggior parte delle persone. Acquistò quindi  falchi pellegrini e girifalchi da John Barr che aveva lavorato per Sandys Dugmore come falconiere professionista dal 1874 al 1877, assunse Barr come falconiere e ottenne il permesso da Lord Rosebery di utilizzare Epsom Downs per la vendita di falchi. Si stabilì vicino alla tribuna dell'ippodromo e ebbe successo nell'autunno del 1878, ma gli uccelli morirono nell'inverno seguente, ponendo fine alla sua impresa.
Harting compilò la Bibliotheca Accipitraria per molti anni ed è stato uno dei pochi uomini visti a Londra con un falco sul pugno.

## Morte e lascito
Harting morì all'età di 86 anni il 16 gennaio 1928 a Weybridge, nel Surrey, dove visse la maggior parte della sua vita, ed è sepolto nel cimitero cittadino. La sua lapide recita:
Pregate per l'anima di Elizabeth Maria, moglie di James Edmund Harting di Weybridge, nella contea  del Surrey, che se ne andò il 25 gennaio 1907. Anche per James Edmund Harting che morì il 16 gennaio 1928 all'età di 85 anni.
Sposò Elizabeth Lynch, figlia di J.M. Lynch della contea di Kildare, in Irlanda, nel 1868. Al matrimonio presenziarono i 2 figli Hugh e Etheldreda, al matrimonio. Il necrologio di The Field affermò che:
J.E. Harting era modesto e senza pretese, ma conosceva il valore della conoscenza e non esitò mai a usare l'autorità della sua lunga esperienza... Guadagnava pochissimi soldi, perché lavorava per ciò che amava, perché lo amava prima di tutto come sportivo e gentiluomo, e si aspettava un trattamento equo, che inevitabilmente estendeva agli altri..
Parte della biblioteca di Harting fu venduta nel 1893, altra fu dispersa alla sua morte e il resto fu ceduto all'Abbazia di Downside nel 1934.

## Libri
I suoi libri includevano:
- Gli uccelli del Middlesex (1866)
- L'ornitologia di Shakespeare. Esaminato criticamente, spiegato e illustrato (1871)
- Suggerimenti per le riprese a terra (1871)
- Un manuale di uccelli britannici (1872)
- La fauna delle Isole Prybilov (1875)
- I nostri migranti estivi. Un resoconto degli uccelli migratori che passano l'estate nelle isole britanniche (1875)
- Passeggiate alla ricerca di conchiglie (1876)
- Struzzi e allevamento di struzzi (1877) con Julius de Mosenthal
- Animali britannici estinti in Historic Times (1880)
- Saggi sullo sport e la storia naturale (1883)
- Schizzi di vita degli uccelli (1883)
- Bibliotheca acciptraria; un catalogo di libri antichi e moderni relativi alla falconeria, con note, glossario e vocabolario (1891)
- Ricreazioni di un naturalista (1906)